# 15 марта
15 марта — 74-й день года (75-й в високосные годы) по григорианскому календарю.
До конца года остаётся 291 день.
До 15 октября 1582 года — 15 марта по юлианскому календарю, с 15 октября 1582 года — 15 марта по григорианскому календарю.
В XX и XXI веках соответствует 2 марта по юлианскому календарю.

## Праздники и памятные дни
См. также: Категория:Праздники 15 марта

### Международные
- Всемирный день защиты прав потребителей.
- Международный день борьбы с исламофобией[2].
- Международный день защиты бельков[3] (см. бельковый промысел).

### Национальные
- Беларусь, День Конституции.
- Венгрия, День начала революции 1848 г.
- Либерия, День Робертса.
- Япония, Праздник богатого года.
- Испания - Фальяс.

### Религиозные
Католицизм
 — Память Клеменса Хофбауэра;
 — память Леокритии/Лукреции Кордовской;
 — память Луизы де Марийак;
 — память Раймунда Фитерского;
 — память святого Манкия.
 Православие
 — Праздник иконы Божией Матери, именуемой «Державная» (1917);
 — память священномученика Феодота, епископа Киринейского (ок 326);
 — память святителя Арсения, епископа Тверского (1409);
 — память мученицы Евфалии Леентинской (Сицилийской) (257);
 — память мученика Троадия Неокесарийского (III);
 — память преподобного Агафона Скитского, Египетского (V);
 — память 440 мучеников Италийских (579).

### Исторические
- В древнеримском календаре — мартовские иды.

### Именины
- Католические: Клеменс, Леокрития, Луиза, Лукреция, Рэймонд.
- Православные: Агафон, Арсений, Евфалия, Троадий, Феодот[4][5].

## События
См. также: Категория:События 15 марта

### До XIX века
- 474 до н.э. — римскому консулу Авлу Манлию Вульсону устроили овацию в честь победы над Вейи (городом этрусков) и наступления сорокалетнего перемирия.
- 44 до н.э. — убит Гай Юлий Цезарь.
- 493 — король Теодорих основал государство остготов со столицей в Равенне.
- 856 — византийский император Михаил III при поддержке местной знати положил конец регентству своей матери, императрицы Феодоры.
- 933 — немецкий король Генрих I нанёс поражение венграм в Битве при Риаде.
- 1311 — войска каталонской компании нанесли поражение Готье V в Битве при Кефиссе и получили контроль над Афинским герцогством.
- 1493 — два из трёх кораблей первой экспедиции Христофора Колумба возвратились в Испанию, привезя в Европу первых индейцев.
- 1564 — император Акбар I отменил в Империи Великих Моголов налог, взимаемый с немусульман.
- 1603 — французский исследователь Самуэль де Шамплен отправился в свою первую экспедицию в Канаду.
- 1626 — из-за прорыва плотины затоплен шахтёрский город Потоси на территории современной Боливии, что привело к гибели тысяч людей и массовому выбросу ртути в окружающую среду.
- 1672 — английский король Карл II обнародовал Декларацию Снисхождения, предоставляющую ограниченную религиозную свободу всем христианам и приостанавливающую уголовное преследование религиозных нонконформистов, католиков и сектантов.
- 1684 — в Пекине освящена первая русская церковь.
- 1712 — установлены дипломатические отношения между Россией и Генуэзской республикой.
- 1730 — российская императрица Анна Иоанновна распустила Верховный тайный совет.
- 1781 — сражение при Гилфорд-Кортхауз в ходе Войны за независимость США.
- 1783 — в своей эмоциональной речи Джордж Вашингтон призвал офицеров не поддерживать Ньюбургский заговор. Данная просьба возымела эффект, и государственный переворот так и не произошёл.
- 1800 — в Санкт-Петербурге закончилось строительство Михайловского замка.

### XIX век
- 1812 — основано первое русское поселение в Калифорнии — колония Росс.
- 1818 — под эгидой Александра I выработана первая русская конституция — «Государственная уставная грамота Российской империи».
- 1820 — Мэн стал 23-м штатом США.
- 1822 — Александр I утвердил решение Государственного совета «Об отсылке крепостных людей за дурные поступки в Сибирь на поселение».
- 1823 — американский мореплаватель Бенджамин Моррелл ошибочно заявил о том, что рядом с Антарктидой якобы существует остров Новая Южная Гренландия.
- 1830 — вышел 13-й номер «Литературной газеты» — последний, который редактировал А. С. Пушкин.
- 1848
  - Начало Венгерской революции.
  - Принят закон, разрешающий крепостным крестьянам приобретать недвижимую собственность с согласия помещика.
- 1867 — заключено австро-венгерское соглашение о преобразовании Австрийской империи в дуалистическое государство Австро-Венгрия.
- 1874 — Франция и Вьетнам подписали второй Сайгонский договор, который явился продолжением договора 1862 года.
- 1892 — американский изобретатель Джесс Рено (англ. Jesse Reno) запатентовал первый эскалатор.
- 1897 — в Петербурге в рамках «Русских симфонических концертов» прошла премьера первой симфонии Сергея Рахманинова. Реакция прессы была резко отрицательной.

### XX век
- 1901 — в германском рейхстаге князь Бернгард фон Бюлов заявляет, что Яньцзинское соглашение с Великобританией 1900 года не касается Маньчжурии, после чего в Лондоне внезапно прерываются переговоры о возможности создания блока Великобритания — Германия — Япония, направленного против России.
- 1906 — зарегистрирована компания «Роллс-Ройс».
- 1915 — кайзер Вильгельм II, канцлер Бетман-Гольвег, министр иностранных дел Ягов и немецкое военное командование приняло Меморандум доктора Гельфанда, который предусматривал поддержку революционных сил в России, свержение государственного строя империи и последующий выход её из войны с заключением сепаратного мира.
- 1917 — в России:
  - В ходе Февральской революции император Николай II отрёкся от престола в пользу своего брата Михаила Александровича и создано Временное правительство во главе с князем Г. Е. Львовым, взявшее власть в свои руки. В этот же день Николай Романов был заключён под стражу.
  - В Подмосковье была найдена значимая Державная икона Богородицы, связываемая с русской монархией и в честь которой 15 марта теперь празднуется православный праздник (см. выше).
- 1918 — вышел первый (и единственный) номер «Газеты футуристов», одним из редакторов которой был В. В. Маяковский.
- 1922 — расстрел верующих в Шуе.
- 1927 — начато строительство ДнепроГЭСа.
- 1928 — массовые аресты коммунистов в Японии.
- 1932 — BBC провела первую передачу из своего нового здания на Риджент-стрит.
- 1937 — в Чикаго открыт первый банк донорской крови.
- 1938 
  - В Саудовской Аравии обнаружена первая нефть.
  - Расстреляны видные деятели ВКП(б): Н. И. Бухарин, А. И. Рыков, Н. Н. Крестинский и некоторые другие фигуранты Третьего Московского процесса.
- 1939
  - Карпатская Украина провозглашена независимой.
  - Чехословакия оккупирована нацистской Германией.
- 1945 — начало Верхне-Силезской наступательной операции в ходе Великой Отечественной войны.
- 1946 — в СССР все Совнаркомы преобразованы в Советы Министров[8].
- 1951 — национализация нефтяной промышленности Ирана.
- 1962 — в США президент Джон Кеннеди ввёл «Билль о правах потребителя».
- 1964 — свадьба кинозвёзд Элизабет Тейлор и Ричарда Бартона.
- 1969 — вышел на экраны фильм режиссёра Ивана Лукинского «Деревенский детектив», в котором роль участкового Фёдора Анискина сыграл Михаил Жаров.
- 1970 — в японском городе Осака открылась выставка «Экспо-70».
- 1976 — Египет разорвал договор о дружбе с СССР.
- 1978 — звёзды советского музыкального искусства Галина Вишневская и Мстислав Ростропович лишены советского гражданства.
- 1984 — город Рыбинск переименован в Андропов.
- 1985 — зарегистрирован первый домен в зоне .com (symbolics.com)[9].
- 1986 
  - В Свердловске открылся рок-клуб.
  - При обрушении гостиницы в Сингапуре погибли 33 человека.
- 1990
  - Впервые установлены официальные связи между СССР и Ватиканом.
  - Михаил Горбачёв принёс присягу в качестве Президента СССР.
- 1994 — принята Конституция Белоруссии (вступила в силу 30 марта 1994 года).

### XXI век
- 2004 — Евросоюз одобрил выводы комиссии о нарушении корпорацией Microsoft антимонопольного законодательства.
- 2005 — в Иерусалиме открыт новый Музей истории холокоста Яд ва-Шем.
- 2011
  - Начало гражданской войны в Сирии.
  - Начало интервенции в Ливии.
- 2019 — массовая стрельба в мечетях Крайстчерча — один из самых крупных терактов в истории Новой Зеландии.
- 2024 ― ВС РФ нанесли ракетный удар по Одессе, в результате которого 21 человек погиб и 75 были ранены.

## Родились
См. также: Категория:Родившиеся 15 марта

### До XIX века
- 1492 — Анн де Монморанси (ум. 1567), французский военный и государственный деятель, маршал Франции, барон, герцог.
- 1611 — Ян Фейт (ум. 1661), фламандский живописец и гравёр.
- 1614 — Франциск Сильвий (ум. 1672), немецкий врач, физиолог, анатом и химик, основатель школы ятрохимии.
- 1638 — Шуньчжи (ум. 1661), первый китайский император из династии Цин.
- 1738 — Чезаре Беккариа (ум. 1794), итальянский мыслитель, юрист, философ эпохи Просвещения.
- 1767 — Эндрю Джексон (ум. 1845), 7-й президент США (1829—1837), один из основателей Демократической партии.

### XIX век
- 1809 — Джозеф Дженкинс Робертс (ум. 1876), либерийский государственный и политический деятель, первый (1848—1856) и седьмой (1872—1876) президент Либерии.
- 1813 — Джон Сноу (ум. 1858), британский врач, один из основателей эпидемиологии.
- 1821 — Иоганн Йозеф Лошмидт (ум. 1895), австрийский физик и химик.
- 1825 — Анибаль Пинто (ум. 1884), чилийский политик, президент Чили (1876—1881).
- 1830
  - Жак Элизе Реклю (ум. 1905), французский географ и историк, участник Парижской Коммуны.
  - Пауль Хейзе (ум. 1914), немецкий писатель, лауреат Нобелевской премии по литературе (1910).
- 1836 — Елизавета Безобразова (ум. 1881), русская писательница, супруга академика В. П. Безобразова.
- 1837 — Александр Ионин (ум. 1900), русский дипломат и писатель.
- 1838 — Карл Давыдов (ум. 1889), композитор, виолончелист, дирижёр, директор Петербургской консерватории (1876—1878).
- 1841 — Вячеслав Манассеин (ум. 1901), русский терапевт и общественный деятель, ученик С. П. Боткина.
- 1851 — Владимир Грингмут (ум. 1907), российский политик, один из организаторов «Русской Монархической партии».
- 1854 — Эмиль Адольф фон Беринг (ум. 1917), немецкий микробиолог, иммунолог, первый лауреат Нобелевской премии в области физиологии и медицины (1901).
- 1860 — Владимир Хавкин (ум. 1930), российский бактериолог, иммунолог и эпидемиолог, создатель первых вакцин против чумы и холеры.
- 1876 — Оскар Бенавидес (ум. 1945), перуанский военный и политический деятель, Великий маршал Перу (1939), дважды занимал пост президента Перу (1914—1915 и 1933—1939).
- 1878 — Реза-шах Пехлеви (ум. 1944), 34-й шах Ирана (1925—1941), из династии Пехлеви, реформатор.
- 1879 — Якуб Ганецкий (расстрелян в 1937), польский и еврейский революционер, советский государственный деятель.
- 1882 — Жулиу Престис (ум. 1946), бразильский адвокат и политический деятель, избранный президент Бразилии.
- 1886 — Герда Вегенер (ум. 1940), датская художница и график.
- 1890
  - Борис Делоне (ум. 1980), российский и советский математик, профессор МГУ, академик, альпинист.
  - Семён Консторум (ум. 1950), советский врач-психиатр, один из основоположников клинической психотерапии.
- 1894 — Вильмош Аба-Новак (ум. 1941), венгерский художник и график.

### XX век
- 1902
  - Тигран Мелкумян (ум. 1974), учёный-теплофизик, разработчик первых советских дизельных и форсажных двигателей.
  - Хенри Сен-Сир (ум. 1979), шведский спортсмен-конник, офицер шведской армии, 4-кратный олимпийский чемпион.
- 1909 — Йонас Жямайтис-Витаутас (ум. 1954), литовский генерал, начальник антисоветского движения сопротивления после Второй мировой войны, президент Литвы (1949—1954).
- 1911 — Надежда Казанцева (ум. 2000), певица (колоратурное сопрано), народная артистка РСФСР.
- 1916 — Гарри Джеймс (ум. 1983), американский трубач и дирижёр биг-бэнда.
- 1918 — Зара Долуханова (ум. 2007), советская, российская и армянская певица, народная артистка СССР.
- 1920 — Эдвард Донналл Томас (ум. 2012), американский врач-трансплантолог, лауреат Нобелевской премии (1990).
- 1924
  - Юрий Бондарев (ум. 2020), русский советский писатель, сценарист, общественный деятель, Герой Социалистического Труда.
  - Владимир Самойлов (ум. 1999), актёр театра и кино, народный артист СССР.
- 1926
  - Уриа Симанго (ум. 1979), мозамбикский протестантский проповедник и политик, активный участник антиколониальной борьбы.
  - Николай Оёгир (ум. 1988), эвенкийский советский писатель, поэт, фольклорист, сказитель.
- 1927 — Анна Шилова (ум. 2001), советская телеведущая, заслуженная артистка РСФСР.
- 1929 — Илья Моисеев (ум. 2020), советский и российский химик, академик РАН.
- 1930
  - Жорес Алфёров (ум. 2019), советский и российский физик, академик АН СССР и РАН, лауреат  Нобелевская премия по физике (2000).
  - Мартин Карплус (ум. 2024), американский химик-теоретик, лауреат  Нобелевская премия по химии (2013).
- 1932
  - Алан Бин (ум. 2018), американский астронавт, четвёртый человек, ступивший на поверхность Луны.
  - Ежи Гофман, польский кинорежиссёр и сценарист.
  - Юрий Горобец (ум. 2022), советский и российский актёр театра и кино, народный артист РФ.
  - Анатолий Ниточкин (ум. 2001), советский и российский кинооператор, режиссёр, сценарист.
- 1933
  - Филипп де Брока (ум. 2004), французский кинорежиссёр, сценарист и продюсер.
  - Борис Мессерер, советский и российский театральный художник, сценограф и педагог, академик, народный художник РФ.
- 1934 — Владимир Яковлев (ум. 1998), русский художник, представитель неофициального искусства.
- 1935 — Леонид Енгибаров (ум. 1972), советский клоун, мим, киноактёр, народный артист Армянской ССР.
- 1937 — Валентин Распутин (ум. 2015), русский советский писатель, публицист, Герой Социалистического Труда.
- 1938
  - Лионелла Пырьева, актриса театра и кино, заслуженная артистка РСФСР.
  - Владимир Стрелков, советский и российский кинорежиссёр и сценарист.
- 1940
  - Геральд Бежанов, советский и российский кинорежиссёр, сценарист, продюсер, актёр.
  - Владас Чесюнас (ум. 2023), советский литовский гребец на байдарках, олимпийский чемпион (1972).
- 1941 — Валерий Угаров (ум. 2007), советский и российский режиссёр и художник-мультипликатор, сценарист.
- 1943
  - Дэвид Кроненберг, канадско-американский кинорежиссёр, сценарист, продюсер и актёр.
  - Слай Стоун (наст. имя Сильвестр Стюарт; ум. 2025), американский музыкант и продюсер, один из родоначальников психоделического фанка.
- 1947 — Рай Кудер, американский рок-музыкант, гитарист, певец, композитор, продюсер.
- 1948 — Леван Тедиашвили (ум. 2024), советский грузинский борец вольного стиля и самбист; двукратный чемпион Олимпийских игр (1972, 1976), чемпион мира по вольной борьбе (1971, 1973—75), чемпион мира по самбо (1973). Заслуженный мастер спорта СССР (1971).
- 1950 — Камиль Зиганшин, российский писатель-прозаик и путешественник.
- 1955 — Ди Снайдер (наст. имя Дэниел Снайдер), вокалист и фронтмен американской глэм-метал-группы «Twisted Sister», радиоведущий, актёр, сценарист, композитор, писатель.
- 1958 — Владислав Флярковский, российский телеведущий.
- 1959
  - Рубен Дишдишян, российский теле- и кинопродюсер, основатель компании «Централ Партнершип».
  - Ренни Харлин (наст. имя Лаури Мауриц Харьола), финский и американский кинорежиссёр, актёр и продюсер.
- 1962
  - Игорь Алейников (ум. 1994), советский и российский кинорежиссёр.
  - Теренс Трент Д’Арби, американский поп-певец.
  - Стив Кой (ум. 2018), британский музыкант, барабанщик, менеджер, продюсер и композитор группы Dead or Alive.
- 1963 — Брет Майклс (наст. имя Брет Майкл Сычак), американский певец, автор песен, музыкант, актёр, режиссёр, сценарист, телеведущий, вокалист рок-группы «Poison».
- 1968 — Сабрина (Сабрина Дебора Салерно), итальянская поп-певица, фотомодель, актриса, телеведущая.
- 1969 — Тимо Котипелто, финский рок-музыкант, певец.
- 1970 — Леонид Пасечник, российский государственный и военный деятель, Глава Луганской Народной Республики.
- 1971 — Пенни Ланкастер, британская фотомодель и фотограф.
- 1972 — Марк Хоппус, американский панк-рок-музыкант и автор песен, басист и вокалист группы «Blink-182».
- 1974 — Перси Монтгомери, южноафриканский регбист, чемпион мира (2007).
- 1975
  - Уильям Адамс (псевд. willi.i.am), американский музыкант, рэпер, продюсер, филантроп, лидер группы «The Black Eyed Peas».
  - Ева Лонгория, американская актриса, модель, продюсер, режиссёр.
  - Веселин Топалов, болгарский шахматист, гроссмейстер, чемпион мира по версии ФИДЕ (2005).
- 1977 — Джо Хан, диджей американской группы «Linkin Park», клипмейкер, бэк-вокалист.
- 1978 — Сид Уилсон, американский диджей, музыкант, участник группы «Slipknot».
- 1981 — Брис Гияр, французский фехтовальщик, двукратный олимпийский чемпион, трёхкратный чемпион мира.
- 1982 — Малу (полн. имя Мария Лусия Санчес Бенитес), испанская певица.
- 1985
  - Эва Амурри, американская актриса кино и телевидения.
  - Келлан Латс, американский актёр.
- 1986 — Джай Кортни, австралийский актёр.
- 1988 — Дмитрий Бикбаев, российский актёр театра и кино, певец, режиссёр, автор песен, телеведущий.
- 1990 — Любовь Аксёнова, российская актриса театра, кино, телевидения, озвучивания и дубляжа.
- 1993 
  - Поль Погба, французский футболист гвинейского происхождения, чемпион мира (2018), финалист Евро-2016.
  - Марк Шайфли, канадский хоккеист, чемпион мира (2016).
- 2000 — Кристиан Костов, российский и болгарский певец, участник конкурса «Евровидение-2017».

## Скончались

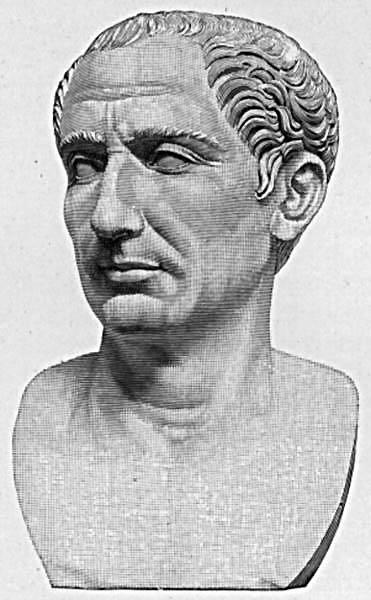
Цезарь

См. также: Категория:Умершие 15 марта

### До XIX века
- 44 до н. э. — убит Гай Юлий Цезарь (р. ок. 101 до н. э.), древнеримский государственный деятель, полководец и писатель.
- 1521 — Иоганн II (р. 1458), герцог Клевский и граф Марка (1481—1521).
- 1536 — убит Ибрагим-паша (р. 1493), великий визирь османского султана Сулеймана Великолепного.
- 1673 — Сальватор Роза (р. 1615), итальянский живописец, гравёр, поэт, музыкант.
- 1723 — Иоганн Христиан Гюнтер (р. 1695), немецкий поэт.

### XIX век
- 1842 — Луиджи Керубини (р. 1760), итальянский композитор и музыкальный теоретик.
- 1857 — Александр Саблуков (р. 1783), русский военный инженер и изобретатель, генерал-лейтенант.
- 1862 — Анри Шеффер (р. 1796), французский живописец.
- 1891 — Теодор де Банвиль (р. 1823), французский писатель, поэт, теоретик «искусства для искусства».
- 1898 — Генри Бессемер (р. 1813), английский инженер, изобретатель в области металлургии.

### XX век
- 1901 — Николай Боголепов (р. 1846), русский правовед-цивилист, министр народного просвещения в 1898—1901.
- 1921 — убит Мехмед Талаат-паша (р. 1874), министр внутренних дел Османской империи (1913—1918), один из главных организаторов массовой депортации и геноцида армян.
- 1926 — Дмитрий Фурманов (р. 1891), русский советский писатель, революционер.
- 1934 — Дэвидсон Блэк (р. 1884), канадский палеонтолог, открывший останки синантропа.
- 1936 — Джон Скотт Холдейн (р. 1860), шотландский физиолог.
- 1937 — Говард Филлипс Лавкрафт (р. 1890), американский писатель-фантаст и мистик, журналист.
- 1938 — расстреляны:
  - Николай Бухарин (р. 1888), советский партийный и государственный деятель;
  - Николай Крестинский (р. 1883), советский политик и государственный деятель, революционер-большевик;
  - Пётр Орешин (р. 1887), русский советский поэт и прозаик;
  - Алексей Рыков (р. 1881), советский партийный и государственный деятель.
- 1941 — Алексей Явленский (р. 1864), художник-экспрессионист.
- 1947 — Жан-Ришар Блок (р. 1884), французский писатель и общественный деятель, антифашист.
- 1961 — Акиба Рубинштейн (р. 1882), польский шахматист, гроссмейстер.
- 1962 — Артур Холли Комптон (р. 1892), американский физик, лауреат Нобелевской премии по физике (1927).
- 1969 — Александр Лебедев (р. 1893), русский советский физик-оптик, академик АН СССР, Герой Социалистического Труда.
- 1970
  - Артюр Адамов (р. 1908), французский писатель-авангардист российского происхождения.
  - Тарьей Весос (р. 1897), норвежский поэт и прозаик.
- 1972 — Александр Лактионов (р. 1910), живописец, график, академик АХ СССР, народный художник РСФСР.
- 1975 — Аристотель Онассис (р. 1906), греческий предприниматель.
- 1979 — Леонид Мясин (р. 1896), танцовщик и балетмейстер русского происхождения.
- 1981 — Рене Клер (наст. имя Рене-Люсьен Шомет; р. 1898), французский кинорежиссёр, сценарист и продюсер.
- 1986 — погибла Ирина Асмус (р.  1941), советская цирковая артистка, клоунесса, Ириска из телепередачи «АБВГДейка».
- 1987 — Виктор Орешников (р. 1904), русский советский живописец, академик АХ СССР.
- 1996 — Вольфганг Кёппен (р. 1906), немецкий писатель.
- 1997 — Виктор Вазарели (р. 1906), французский художник, график и скульптор, ведущий представитель оп-арта.
- 1998 — Бенджамин Спок (р. 1903), американский врач-педиатр, автор популярных книг по уходу за ребёнком.

### XXI век
- 2004
  - Джон Попл (р. 1925), американский химик, лауреат Нобелевской премии (1998).
  - Иван Рыжов (р. 1913), актёр театра и кино, народный артист РСФСР.
- 2009 — Рон Сильвер (р. 1946), американский актёр, лауреат премии «Тони».
- 2011 — Леонид Агранович (р. 1915), советский кинорежиссёр, сценарист, драматург.
- 2024 — Александр Ширвиндт (р. 1934), советский и российский актёр театра и кино, театральный режиссёр, сценарист, педагог, телеведущий, писатель-мемуарист; народный артист РСФСР (1989).
- 2025 — Илий (Ноздрин) (р. 1932) схиархимандрит Русской Православной Церкви, духовник Патриарха Кирилла.

## Народный календарь, приметы и фольклорРуси
Федот Снежный Занос (Ветронос). Последняя оттепель.
- Если на Федота мороз, то на Руси в старину говорили «Федот, да не тот».
- Если в этот день метель, то трава долго не поднимется: «Федот злой — не быть с травой».[10].
- Середина марта предсказывает погоду на лето: подул теплый ветер — будет лето теплое и мокрое, если же снег, мороз и ветер с севера — лето будет холодное, а если пойдёт дождь — все лето дождливое[11].